# Luka Prosen
Luka Prosen, slovenski smučarski tekač, * 14. marec 1991, Kranj.
Luka Prosen je v svetovnem pokalu debitiral 18. decembra 2011 na Roglo, že leta 2007 pa je nastopil na svoji prvi FIS mednarodni tekmi. Svojo športno pot je pričel v tekaško smučarskem klubu Triglav Kranj (TSK Triglav). V letu 2006 se je pridružil mladinski reprezentanci, s katero je nastopal na FIS tekmah, Celinskem pokalu, olimpijadi mladih - Eyof 2009. 
Od leta 2010 je bil član B ekipe, sezono kasneje pa član A ekipe. V sezoni 2017/2018 je v Planici osvojil naslov državnega pravaka v šprintu (prosto).
| Datum      | Kraj       | Kategorija | Disciplina             | Mesto |
| ---------- | ---------- | ---------- | ---------------------- | ----- |
| 13.01.2019 | Dresden    | World Cup  | Team sprint Final      | 21    |
| 12.01.2019 | Dresden    | World Cup  | Sprint                 | 51    |
| 1.12.2018  | Lillehamer | World Cup  | Stage World Cup 15km F | 76    |
| 30.11.2018 | Lillehamer | World Cup  | Stage World Cup Sprint | 92    |

Svojo profesionalno smučarsko tekaško pot je zaključil maja 2019. Po zaključeni športni poti se je odločil še za dokončanje študija na Evropski pravni fakulteti smer pravo.